# Lavinia Warren
Mercy Lavinia Warren Bump, née le 31 octobre 1841 et morte le 25 novembre 1919, est une vedette de cirque du fait de son nanisme.

## Biographie
Lavinia Warren est atteinte de nanisme lorsqu'elle naît à Middleborough, au Massachusetts, en 1841. 
En 1862, elle commence à se produire à Barnum's American Museum de New York. Puis, en 1863, elle épouse Charles Sherwood Stratton (surnommé « général Tom Pouce »). Le couple parcourt le monde pendant trois ans, puis retourne aux États-Unis riche et célèbre. 
Veuve de Stratton en 1883, elle épouse Primo Magri, un artiste italien nain. 
Lavinia Warren Bump meurt à Middleborough, au Massachusetts, le 25 novembre 1919, à l’âge de 78 ans.